# Cugini per la vita
Cugini per la vita (Cousins for Life) è una serie televisiva statunitense ideata da Kevin Kopelow e Heath Seifert. Il primo episodio è stato trasmesso in anteprima il 24 novembre 2018 su Nickelodeon e la trasmissione regolare è iniziata il 5 gennaio 2019. In Italia va in onda su Nickelodeon dall'8 aprile 2019.

## Trama
Due fratelli, genitori, si sono trasferiti sotto lo stesso tetto, ma non vanno per niente d'accordo. Lo stesso per i loro figli, cugini, che ora ne combinano di tutti i colori.

## Episodi
| Stagione       | Episodi | Prima TV USA | Prima TV Italia |
| -------------- | ------- | ------------ | --------------- |
| Prima stagione | 20      | 2018-2019    | 2019            |

## Produzione
La serie è stata annunciata l'8 marzo 2018 da Nickelodeon, che ne ha ordinato 20 episodi; la produzione è iniziata l'estate successiva a Los Angeles. Il 29 ottobre 2018 è stata rivelata la data di messa in onda del primo episodio, trasmesso in anteprima il 24 novembre. Gli episodi successivi sono andati in onda a partire dal 5 gennaio 2019. La serie è stata successivamente annullata dopo 20 episodi a causa dei bassi ascolti